# 宁乡教育
宁乡教育，湖南省宁乡市传统文化深厚，兴教、重教之风气浓郁。宁乡的教育发达，史称“湖湘学术之源”，当今亦有“宁乡学堂之盛”的声誉，一度被誉为“宁乡人会读书、宁乡人会教书”而誉满三湘。

## 历史

### 宋朝
南宋绍兴年间，教育家胡安国、胡宏父子游学来到宁乡，在宁乡朱良桥乡的灵峰山下面建立“灵峰书院”，开坛讲学。由于胡氏父子经学渊源博学，湖湘士子纷纷前来投入门下学习。抗金名将魏国公张浚出任潭州知府，其子张栻就读于灵峰书院。南宋哲学家、理学家朱熹儿时也曾慕名来到灵峰书院读书。后来，朱熹、张栻讲学于岳麓书院，他们的思想和学术对湖南的文化影响巨大，形成了独具特色的湖湘文化。

### 中华民国
晚清和民国初期，随着湖湘文化巨擘曾国藩、左宗棠等人的影响，宁乡出现新的办学热潮。
1903年，周震鳞在长沙将沩宁试馆改建为宁县驻省中学。1905年废除科举考试之后，宁乡学校如雨后春笋纷纷涌现，社会办学、义务办学、家族办学应运而生，1923年，宁乡甲等师范学校在宁乡县城创办。此时，宁乡各大学校成为西化的新式思想和文化的传播地。宁乡四老梅冶成、曾鼎三、喻棣芳、文经酉和宁乡四髯何叔衡、王凌波、谢觉哉、姜梦周曾经执教于云山学校、玉潭学校、宁乡甲等师范学校，培养了一代又一代的新式学生和人才。

### 中华人民共和国
1951年，省立五中从安化搬迁到宁乡，改为宁乡县第一完全中学，即今天的宁乡一中。1952年，全宁乡县有36所公办完小和954所公办初小。70年代，宁乡县13所县属中学升级为高级中学，宁乡县开始了高中教育。1984年，宁乡县人民政府制定出“每1000人口地区办一所小学，每4000人口地区办一所完小，每10000人口地区办一所中心小学，每15000人口地区办一所初中，每10万人口地区办一所高中”的学校布局原则，确定了宁乡县至今的教育蓝图。1985年，宁乡县列为湖南省首批普及初等教育县。1986年，根据《中华人民共和国义务教育法》，宁乡县全面实施九年义务教育。2005年，宁乡县全面实施十二年教育制度。

## 基础教育
宁乡市现有高级中学15所。
- 宁乡一中
- 宁乡二中
- 宁乡三中
- 宁乡四中
- 宁乡五中
- 宁乡六中
- 宁乡七中
- 宁乡九中
- 宁乡十中
- 宁乡十一中
- 宁乡十三中
- 宁乡市实验中学
- 玉潭实验中学
- 云帆实验中学